# Lac Onnetō
Le lac Onnetō (オンネトー), de l'aïnou onne (ancien) et to (lac), est un lac d'eau douce près d'Ashoro dans le parc national d'Akan de Hokkaidō, au Japon.